# San Pellegrino Terme
San Pellegrino Terme (IPA: [sampelːeˈɡriːno ˈtɛrme]; San Pelegrì in dialetto bergamasco, [sampɛlɛˈɡɾi]) è un comune italiano di 4 633 abitanti della provincia di Bergamo in Lombardia. Collocata al centro della Val Brembana e circondata dalle Prealpi Orobie, è una rinomata località climatica di cura e di soggiorno, conosciuta in tutto il mondo per via dell'omonima acqua minerale, la S. Pellegrino. Fa parte della Comunità Montana della Valle Brembana. Considerata la capitale della Valle, conserva, all'interno dei propri confini, importanti testimonianze della Belle Époque in perfetto stile Liberty, quali il Grand Hotel, il Casinò Municipale e le Terme.

## Geografia fisica

### Territorio
San Pellegrino Terme è situato lungo le rive del fiume Brembo, che divide in due il paese, ed è situato in una valle naturale, circondata da rilievi la cui vetta più alta è rappresentata dal monte Zucco che raggiunge i 1366 m s.l.m. (detto più comunemente "Gioco" per distinguerlo dall'altro Zucco di 1232 metri).
Il territorio comunale di San Pellegrino Terme confina a nord con San Giovanni Bianco, a ovest con Gerosa, a sud-ovest con Brembilla, a sud con Zogno, a est con Bracca, Algua e Serina, a nord-est con Dossena.
Servito dalla ferrovia Bergamo-Piazza Brembana fino agli anni sessanta, da allora il paese è collegato a valle solo con la strada statale, che dal dicembre 2003 non attraversa più il centro abitato dopo l'inaugurazione di due gallerie - passanti sotto i rilievi della sponda sinistra del Brembo - che permettono uno scorrimento più veloce del traffico verso l'alta valle.
San Pellegrino dista 24 chilometri a nord da Bergamo e 54 chilometri a nord-est da Milano.

## Storia

### L'antichità e le origini
I primi a insediarsi nella zona furono probabilmente gli Orobi, popolo di origine celtica, ma il nome San Pellegrino risale al secolo VIII d.C. quando i vescovi al servizio di Carlo Magno consacravano ed erigevano parrocchie nell'impero. Il centro abitato venne dedicato a san Pellegrino vescovo di Auxerre e martire. La parrocchia di San Pellegrino Terme possiede una preziosa reliquia del santo.

### L'età moderna
Mentre nel resto della Lombardia si consumano guerre e rivoluzioni, San Pellegrino rimane pacificamente isolata e solo con la costruzione della prima rotabile nel XVI secolo comincia ad affluirvi sempre più gente.

### L'età contemporanea
Sul finire del XVIII secolo San Pellegrino si sviluppa come centro termale, grazie alle acque solfato-alcaline-terrose che sgorgano alla temperatura costante di 26 gradi, note già dal Medioevo. Nel XX secolo la località si trasforma in un'elegante stazione termale. Viene creato lo Stabilimento Termale (appartenente alla Sanpellegrino S.p.A., nota industria che produce acqua e bibite gassate che fa capo, dal 1999, alla svizzera Nestlé). La fama della cittadina accresce con la costruzione del Casinò Municipale nel 1904 e del Grand Hotel nel 1905. Nel 1961 viene costruito lo stabilimento per l'imbottigliamento dell'acqua minerale S. Pellegrino e delle altre bevande di produzione di Sanpellegrino S.p.A.

### Simboli

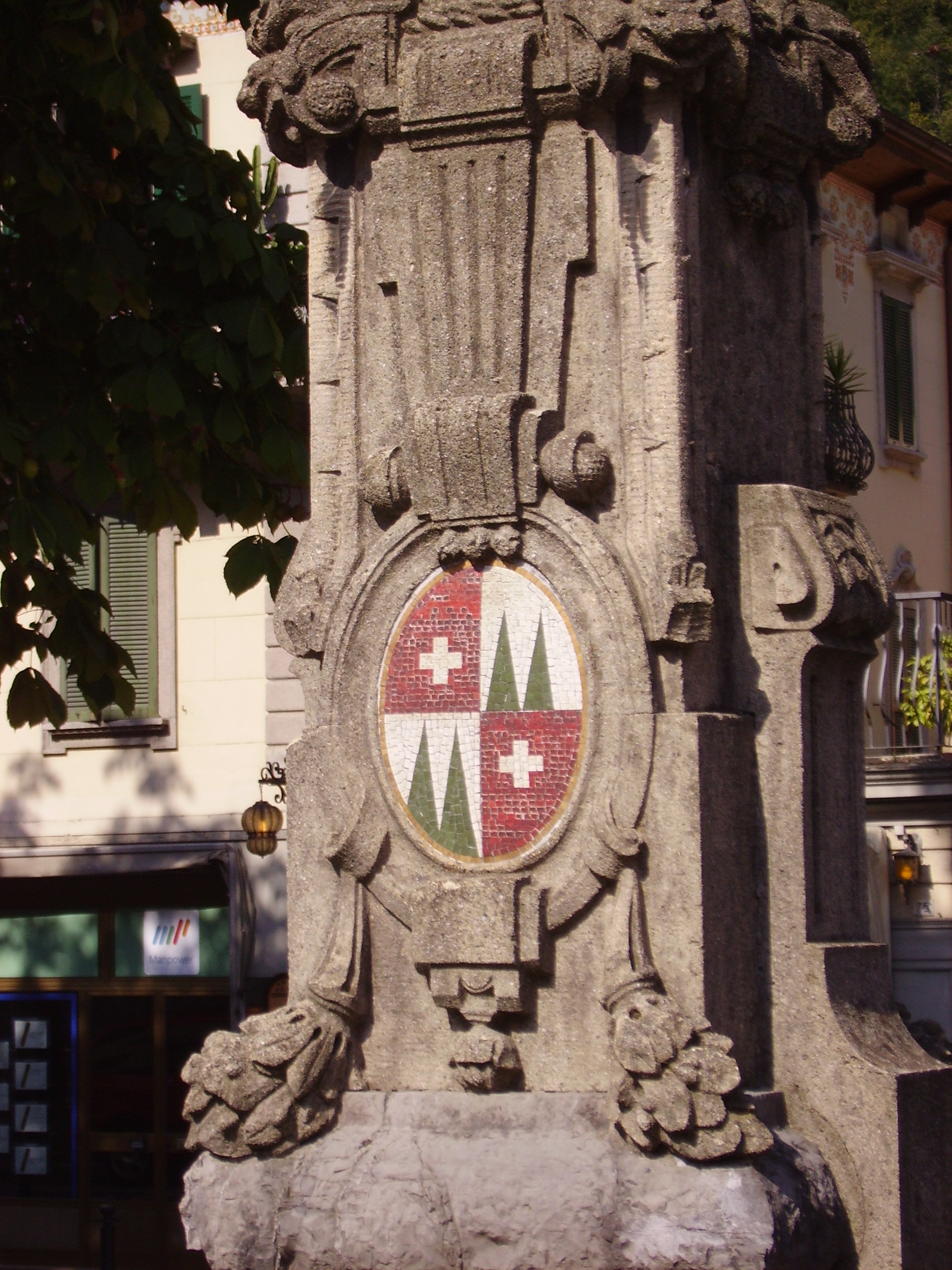
Stemma sul Ponte delle Terme

Lo stemma è liberamente utilizzato dal Comune anche se non è stato formalmente concesso con decreto presidenziale. È costituito da uno scudo gotico allungato e nello statuto comunale viene descritto: 
(Statuto comunale, art. 3)
In forma più corretta si può blasonare: inquartato: nel primo e nel quarto di rosso, alla croce d'argento, scorciata; nel secondo e nel terzo d'argento, cuneato di due, di verde.
Il gonfalone è un drappo di azzurro.

## Monumenti e luoghi d'interesse

### Architetture religiose

#### Chiesa di San Pellegrino d'Auxerre

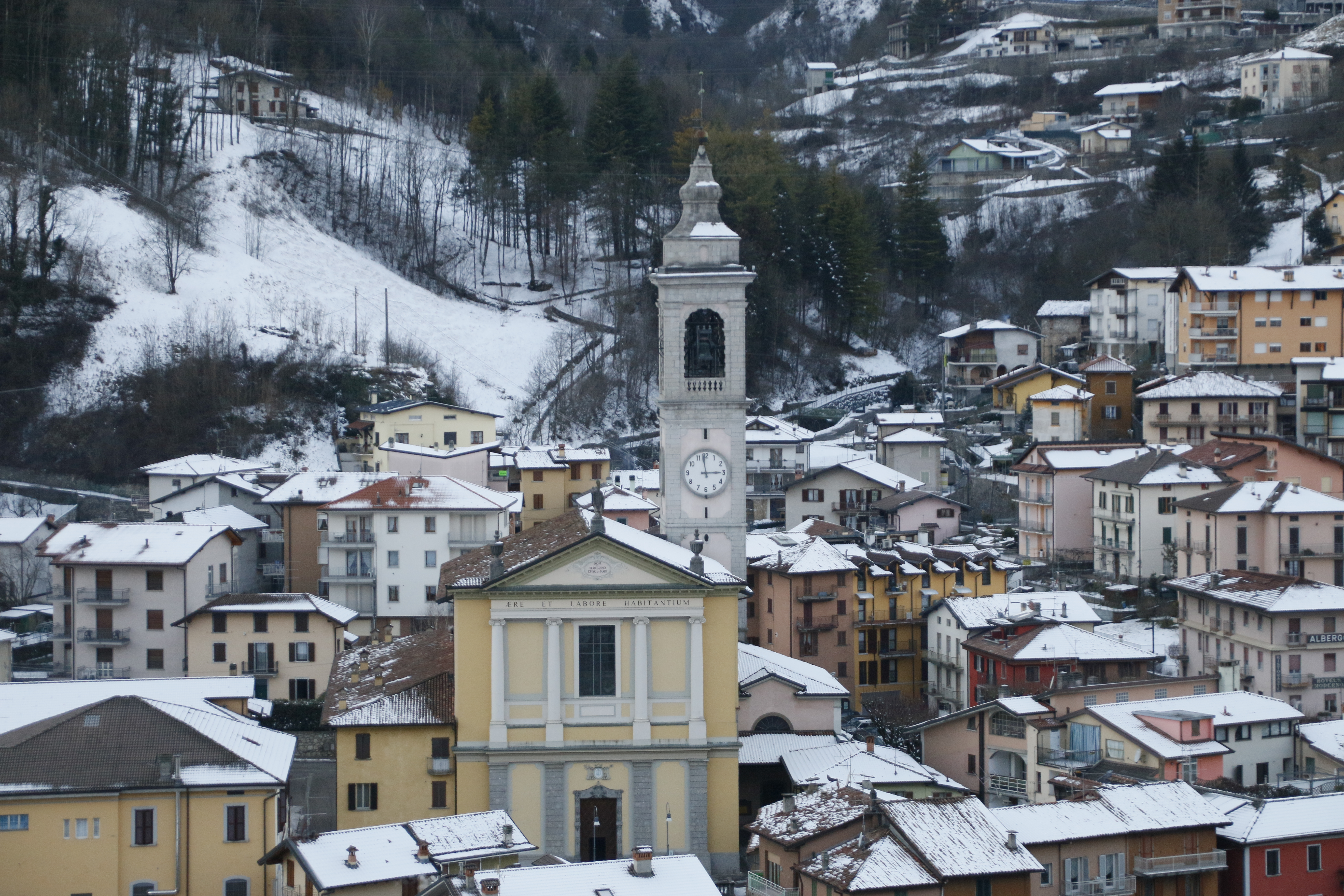
Veduta frontale della chiesa parrocchiale della cittadina.

La costruzione della nuova chiesa dedicata a san Pellegrino ha inizio nel 1715 sui resti della precedente chiesa quattrocentesca, ormai divenuta insufficiente a contenere l'accresciuta popolazione dei fedeli e comunque bisognosa di importanti interventi di restauro.
Il nuovo edificio ricorda un poco lo stile dei Caniana, tranne che nella facciata, innalzata nel 1825 in stile neoclassico e rinnovata nel 1941 su disegno dell'architetto Luigi Angelini.
L'interno è in stile tardo-barocco del Settecento. Ascrivibile all'epoca della costruzione della chiesa, l'altare maggiore, sormontato da una snella bussola, si innalza sul centro del presbiterio tra i riflessi luminosi della maiolica bianca e del marmo del rivestimento. Nell'ancona centrale spicca l'affresco raffigurante San Pellegrino, evangelizzatore della Franca e vescovo di Auxerre, condannato al martirio dall'imperatore Galieno.
- Chiesa dell'Invenzione della Santa Croce nella frazione di Santa Croce risalente al XV secolo;
- Tempio dei Caduti o chiesa di San Carlo, elevato nel 1921-24 su progetto di Luigi Angelini dedicato ai caduti della grande guerra e di tutte le guerre, dopo che sul luogo era stata demolita l'antica chiesa di San Carlo per volere dell'amministrazione comunale per ampliare la strada che portava alle terme.[11]
- Chiesa di San Bernardino nella frazione Alino, con affreschi di Giovanni Baschenis.[12]

### Architetture civili

#### Il Casinò Municipale

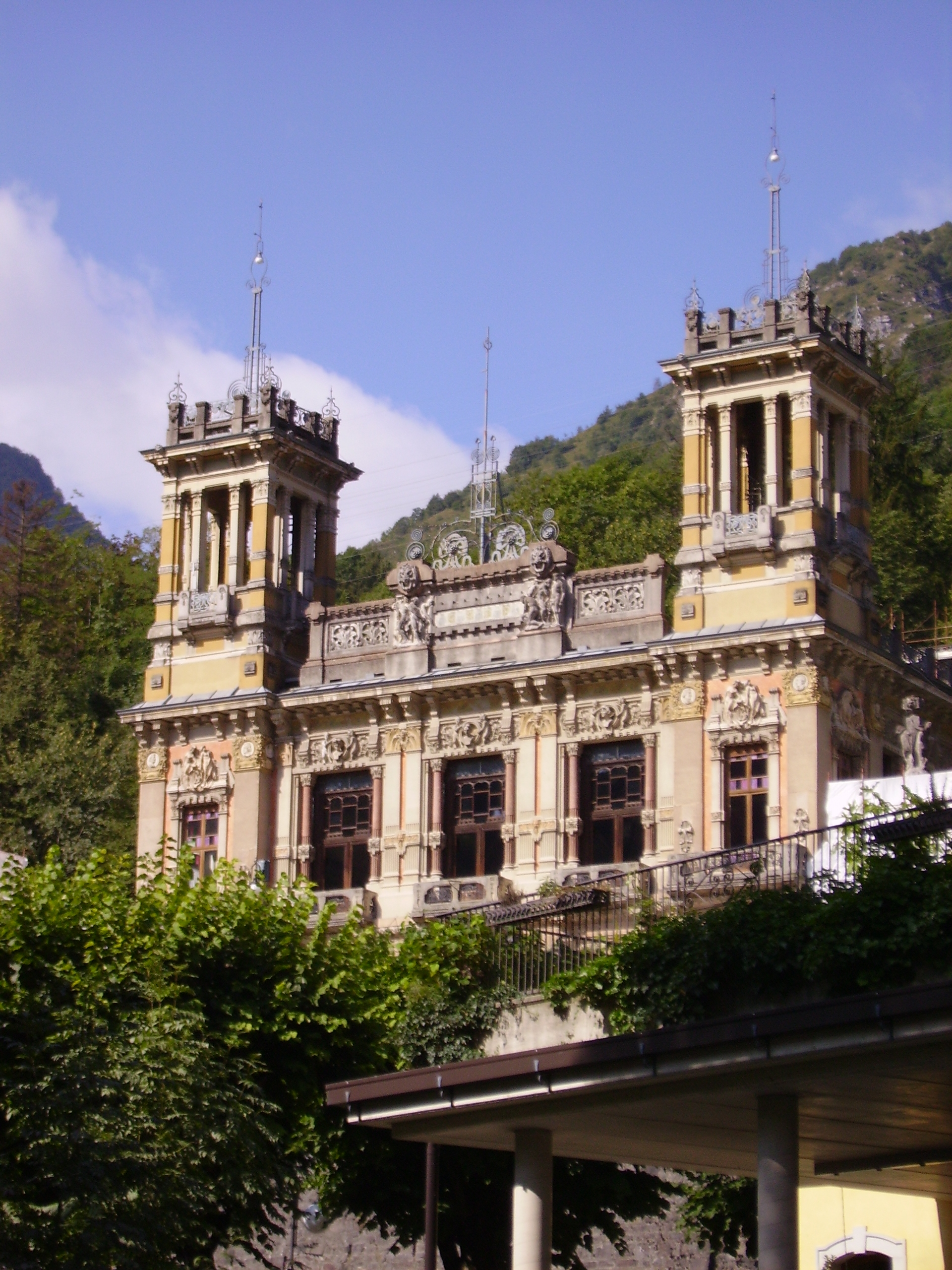
Il Casinò

Il Casinò fu eretto dell'architetto milanese Romolo Squadrelli in prosecuzione dei porticati delle Terme tra il 1904 ed il 1906, e fu inaugurato nel luglio 1907. Di particolare interesse è la facciata con le due alte torri la cui componente decorativa comprende, fra l'altro, i portalampade e il pennone in ferro battuto opera di Alessandro Mazzucotelli e gli altorilievi ai lati della porta centrale in cemento trattato “a cotto”, il fregio dipinto con il motivo dei cervi volanti e gli stucchi, generalmente attribuiti a Francesco Malerba e Paolo Croce.
All'interno il primo ambiente che si incontra è l'atrio, caratterizzato da otto colonne di marmo rosso di Verona, che conduce direttamente al monumentale scalone, sovrastato da una vetrata circondata dagli affreschi dei dodici mesi dell'anno (con i relativi segni zodiacali) ad opera del pittore Malerba.
A livello del primo piano, sopra le due esedre laterali semicircolari dell'edificio, si aprono due ampie terrazze.
Il Casinò funzionò come casa da gioco solo fino al 1917, ma ha da sempre ospitato manifestazioni culturali e teatrali, congressi, sfilate di moda, esposizioni d'arte e serate di gala.
È stato completamente restaurato ed ampliato da un'ala teatro adiacente ad esso, il complesso è utilizzato per meeting, congressi e matrimoni. Risulta visitabile durante la stagione estiva.

#### Il Grand Hotel

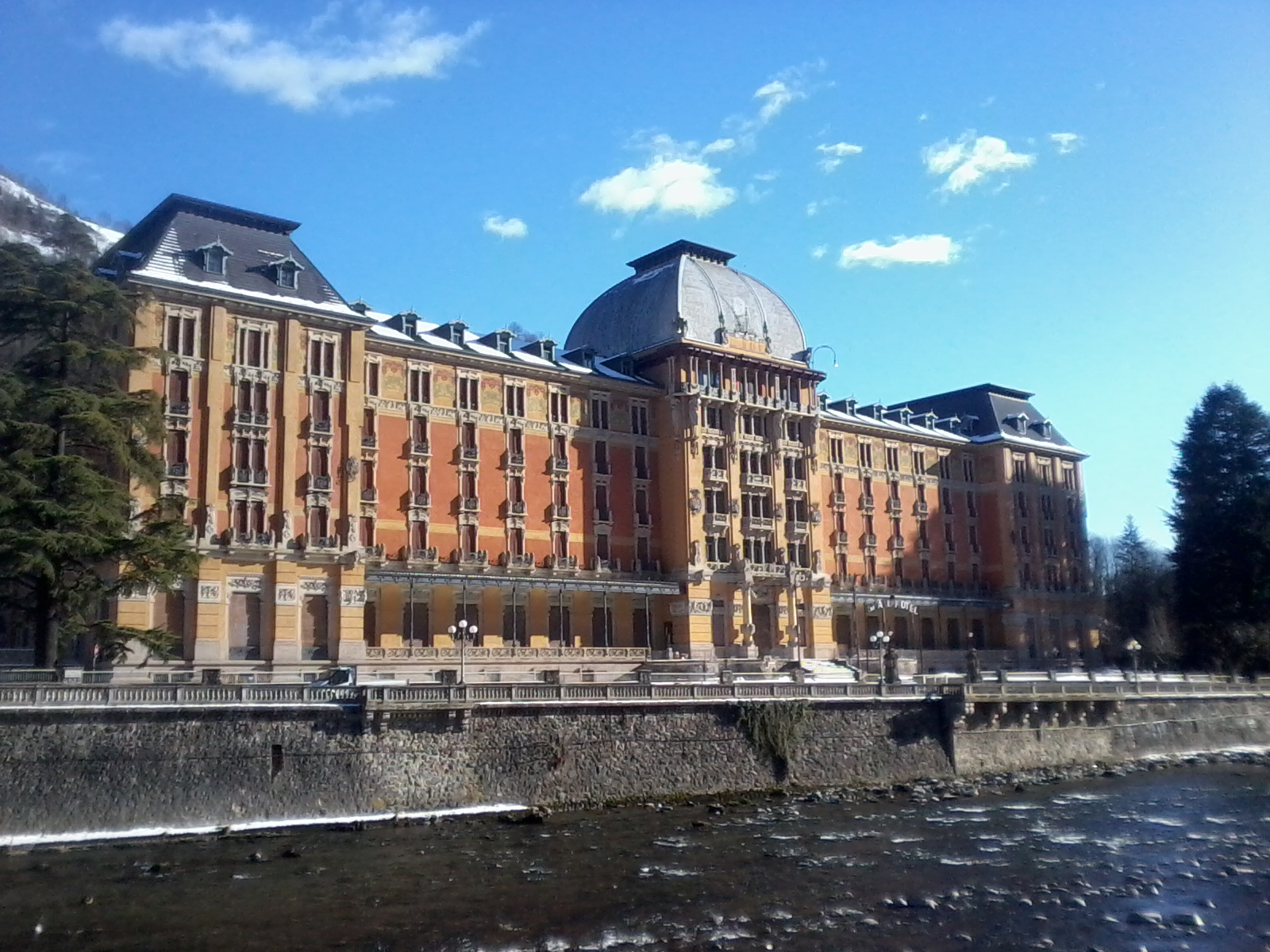
Il Grand Hotel

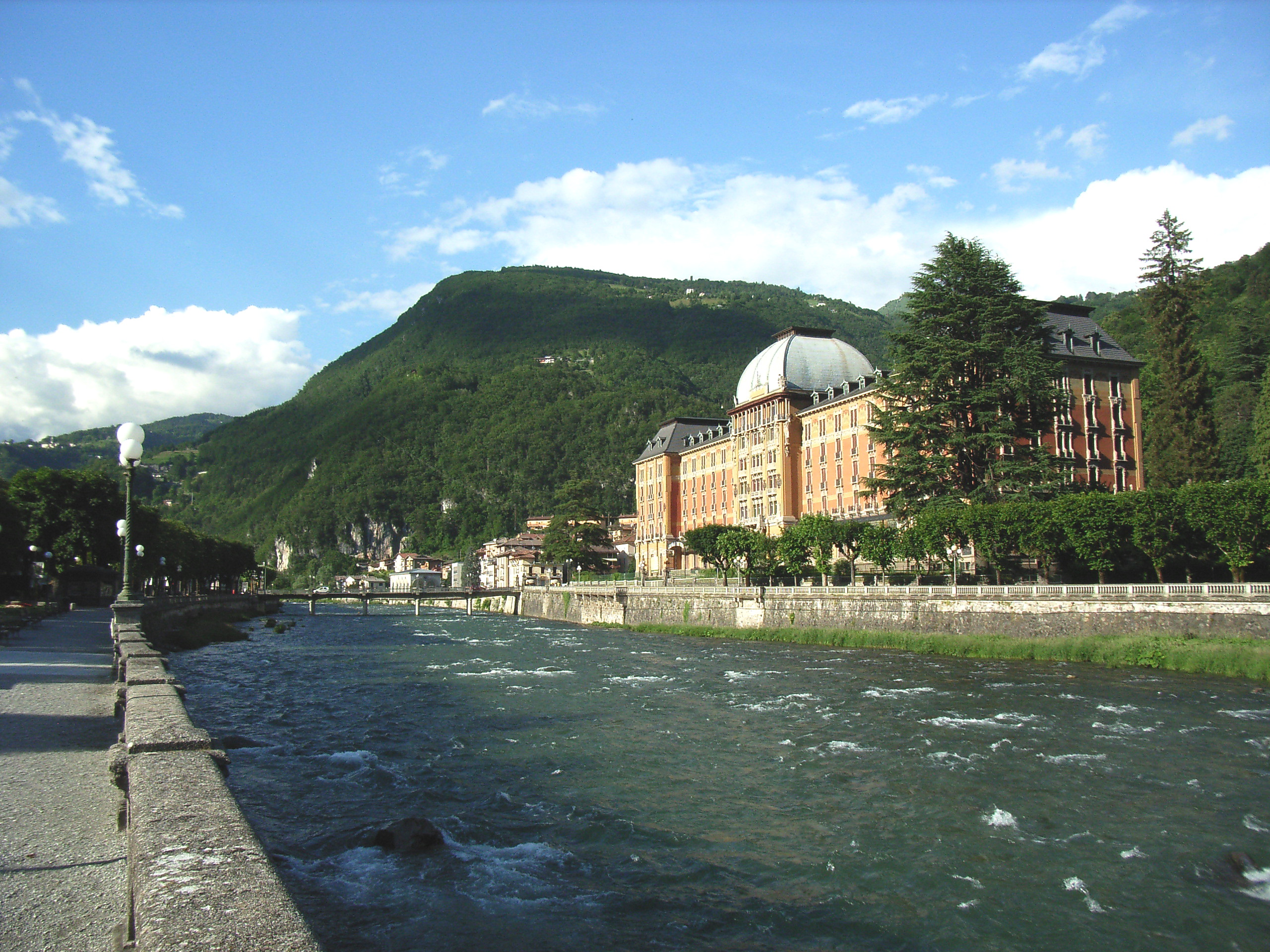
Grand Hotel di San Pellegrino Terme

Il Grand Hotel è un colosso di sette piani, anch'esso in stile Liberty, sormontato da grandi calotte lignee a dirigibile.
Progettato dall'ingegner Luigi Mazzocchi e dall'architetto Romolo Squadrelli e costruito in venti mesi a partire dal 1902 fu inaugurato nell'estate del 1904 in base ai più moderni criteri, essendo provvisto di ascensori, luce elettrica, acqua potabile e telefono in ognuna delle 250 camere. L'edificio è costituito da un corpo centrale coronato da una cupola e da due imponenti blocchi laterali. Il salone d'ingresso, illuminata da un lampadario monumentale, da stucchi, da colonne e da altre decorazioni, si apre su un imponente scalone costruito in cemento e in ferro.
Il Grand Hotel era destinato a pubblico distinto ed infatti nel suo registro degli ospiti si trovano i nomi di importanti protagonisti della storia, della letteratura e della vita politica: i più prestigiosi sono quelli della regina Margherita di Savoia, che vi soggiornò ad inizio Novecento, e della regina Elena di Savoia, che fu ospite del Grand Hotel nel 1925 insieme al principe Umberto e alla principessa Maria. Vi soggiornarono persino due nobel della letteratura italiana: Eugenio Montale e Salvatore Quasimodo e due grandi del nostro cinema come Ugo Tognazzi ed Ornella Muti. Fu ospite di questo Grand Hotel anche il generale Luigi Cadorna.
L'hotel è chiuso dal 1979 per gli elevati costi di gestione ed è stato utilizzato per alcuni anni come sede di aste d'arte.
Nel 2009 la facciata del Grand Hotel, lunga 128 metri, è stata completamente ristrutturata.
Nel Grand Hotel è stato girato il film Primo amore del 1978, diretto da Dino Risi e interpretato da Ugo Tognazzi e Ornella Muti. Di recente l'hotel è stato scelto come location dei video musicali degli Studio 3 con Siamo ancora qua nel 2016 e di Elisa con Fire in The Dark nel 2017.
Dal 2016 sono iniziati i lavori interni di ristrutturazione del complesso con gettate di cemento nelle fondazioni, la ricostruzione delle cucine e i restauri degli affreschi al piano terra e al piano rialzato.

#### Le terme

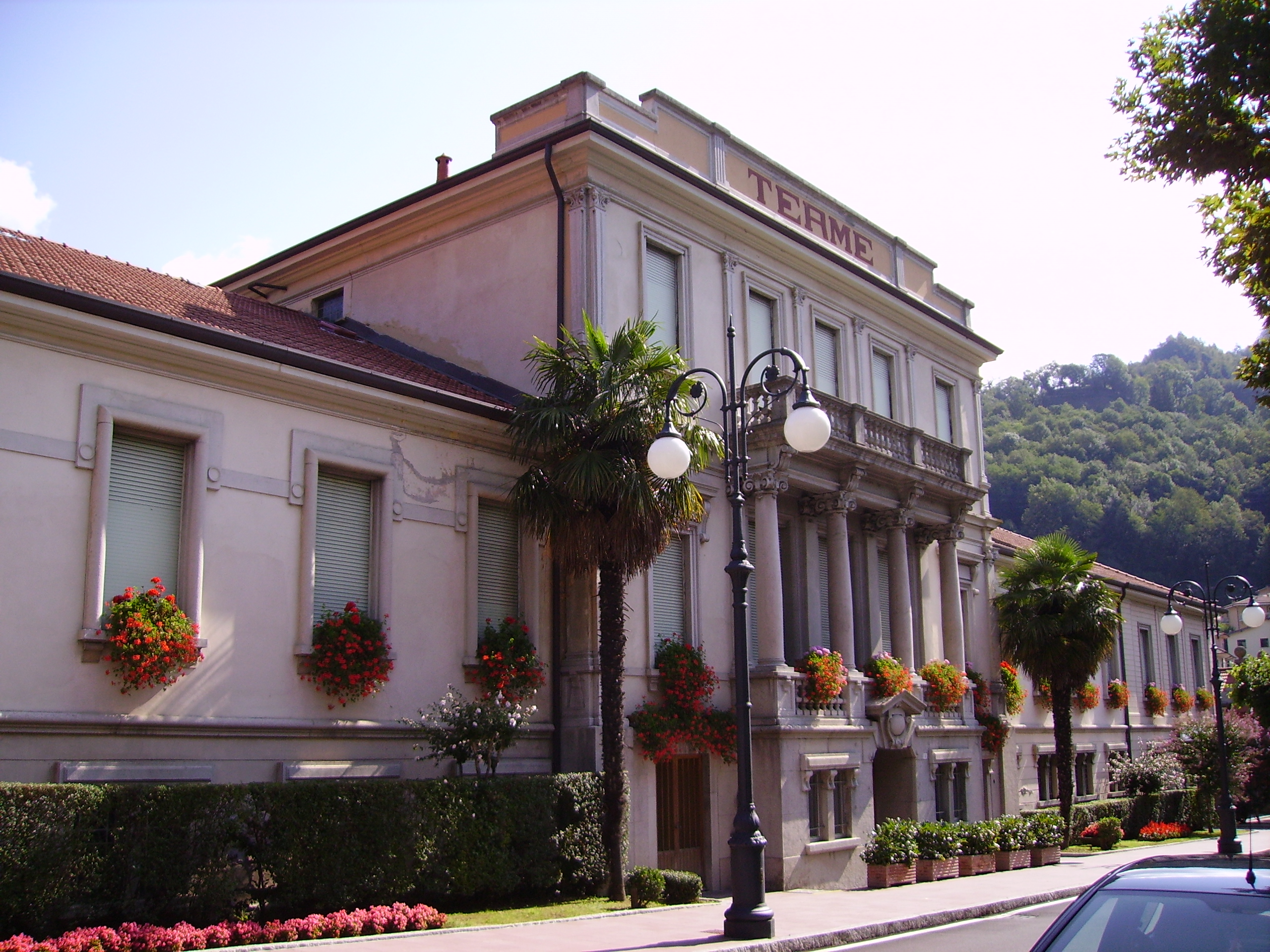
Le Terme

Lo stabilimento termale di San Pellegrino Terme era un complesso di edifici Liberty con una grande piscina parzialmente a cielo aperto progettati e costruiti nel 1899-1901 dall'ingegnere Luigi Mazzocchi in base ai più moderni criteri medici, impiantistici e organizzativi. Le proprietà terapeutiche dell'acqua di San Pellegrino, ricca di sali minerali, sono state riconosciute dal Ministero della Sanità nel 1992. Vi era un centro di diagnosi e cura delle sordità rinogena ed un centro di fisiopatologia respiratoria e motoria, entrambi indirizzati e diretti da specialisti di settore di varie Università che ne assicuravano il rigore scientifico e l’efficacia. Le cure termali sono state chiuse nel 2006 e, ad oggi, il vecchio edificio è stato riutilizzato per gallerie d'arte.
Le nuove terme, che incorporano la Sala delle bibite e il porticato siti a monte dell'edificio precedente, sono state inaugurate il 18 dicembre 2014 e aperte al pubblico il 19 dicembre 2014 nel complesso dell'ex hotel Terme-Milano dal gruppo imprenditoriale-immobiliare Percassi.

#### La funicolare
Nel 1909, l'ingegnere Giuseppe Villoresi di Milano, principale azionista della Società anonima della Fonte termale Bracca, fondò la Società San Pellegrino Kulm che progettò e costruì la Funicolare di San Pellegrino che dalle vicinanze del Casinò porta alla cosiddetta Vetta (dislivello di oltre m 400) dove edificò l'albergo ristorante Bracca excelsior, incrementando così l'offerta turistica per i visitatori di San Pellegrino durante la stagione estiva.

## Società

### Evoluzione demografica
Abitanti censiti

## Cultura

### Istruzione

#### Scuole
Ha sede nel comune l'I.P.S.S.A.R. (Istituto Professionale di Stato per i Servizi Alberghieri e della Ristorazione) nato nel 1962. La scuola, allora denominata I.P.A.S. (Istituto Professionale Alberghiero Statale) aveva sede nei locali della ex Villa Emilia, un albergo di San Pellegrino, dove si trovava anche il convitto maschile.

## Geografia antropica

### Urbanistica

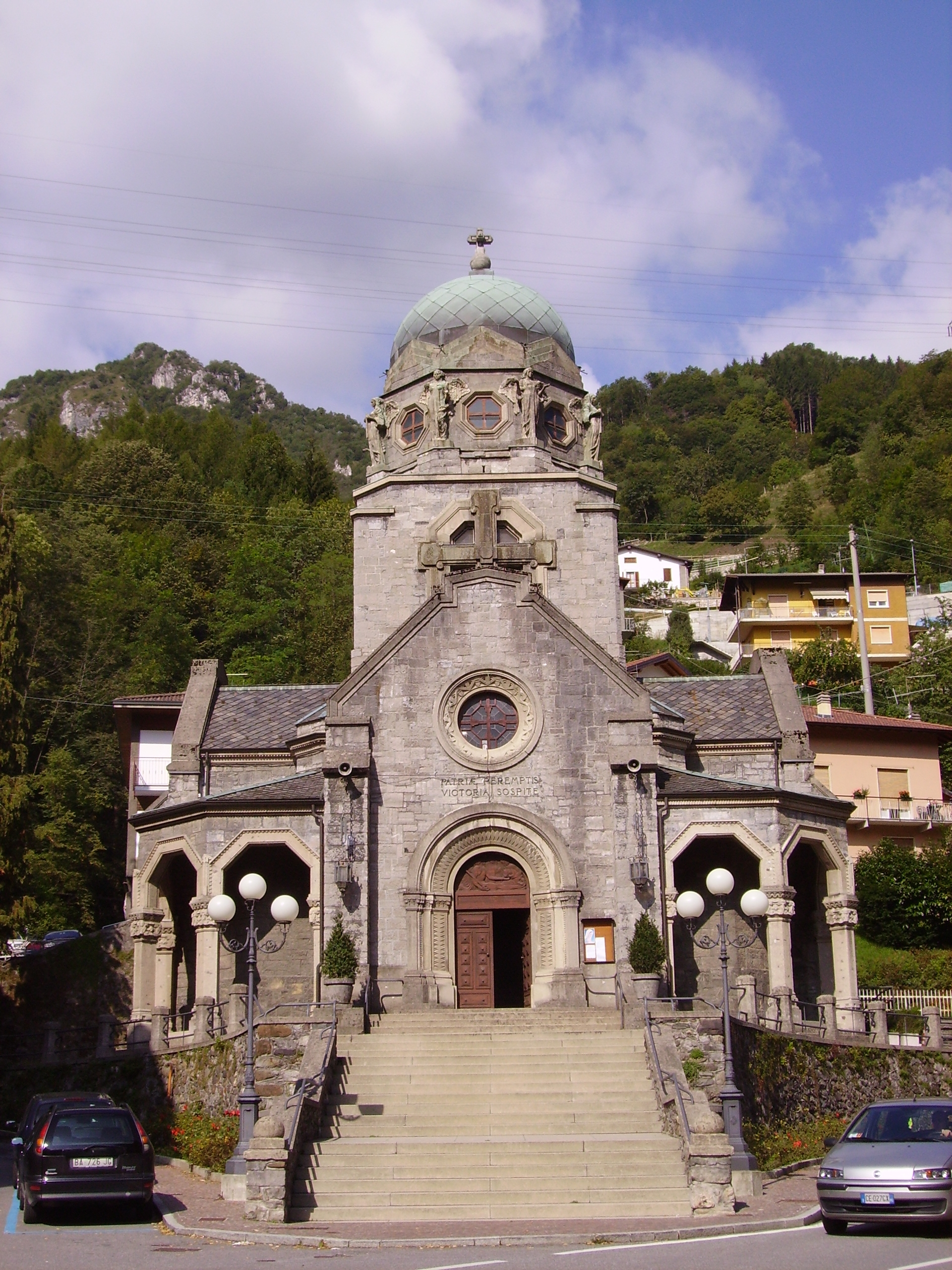
Chiesa di San Carlo conosciuta come il Tempio della Vittoria

Le due sponde del fiume sono collegate da cinque ponti, da nord verso sud: ponte di Dossena (che collega il paese con le frazioni di Antea, Santa Croce e Spettino), ponte Principe Umberto (dedicato al futuro re Umberto II di Savoia), ponte Vecchio (risalente al XV secolo), ponte Camillo Cavour e il ponte Gaetano Donizetti.
Il centro del paese è situato sulla sponda occidentale, su cui, salendo per la strada statale, troviamo la chiesetta dedicata alla Madonna di Caravaggio (a cui i sanpellegrinesi sono devoti), la chiesa parrocchiale (risalente al Settecento), la Casa di Cura Quarenghi (clinica privata), il Tempio della Vittoria (dedicato ai Caduti delle due Guerre mondiali progettato da Luigi Angelini e decorato con 600 m² di opere musive realizzate dal maestro Filiberto Sbardella), i portici Colleoni e lo stabilimento termale.
I due edifici più imponenti sono comunque il Casinò e il Grand Hotel.
A partire dal 2007 è stata inoltre inaugurata la ciclovia Valle Brembana, che costeggia il corso del fiume Brembo, offrendo lo spunto per passeggiate e gite in bicicletta.

### Frazioni e località[3]

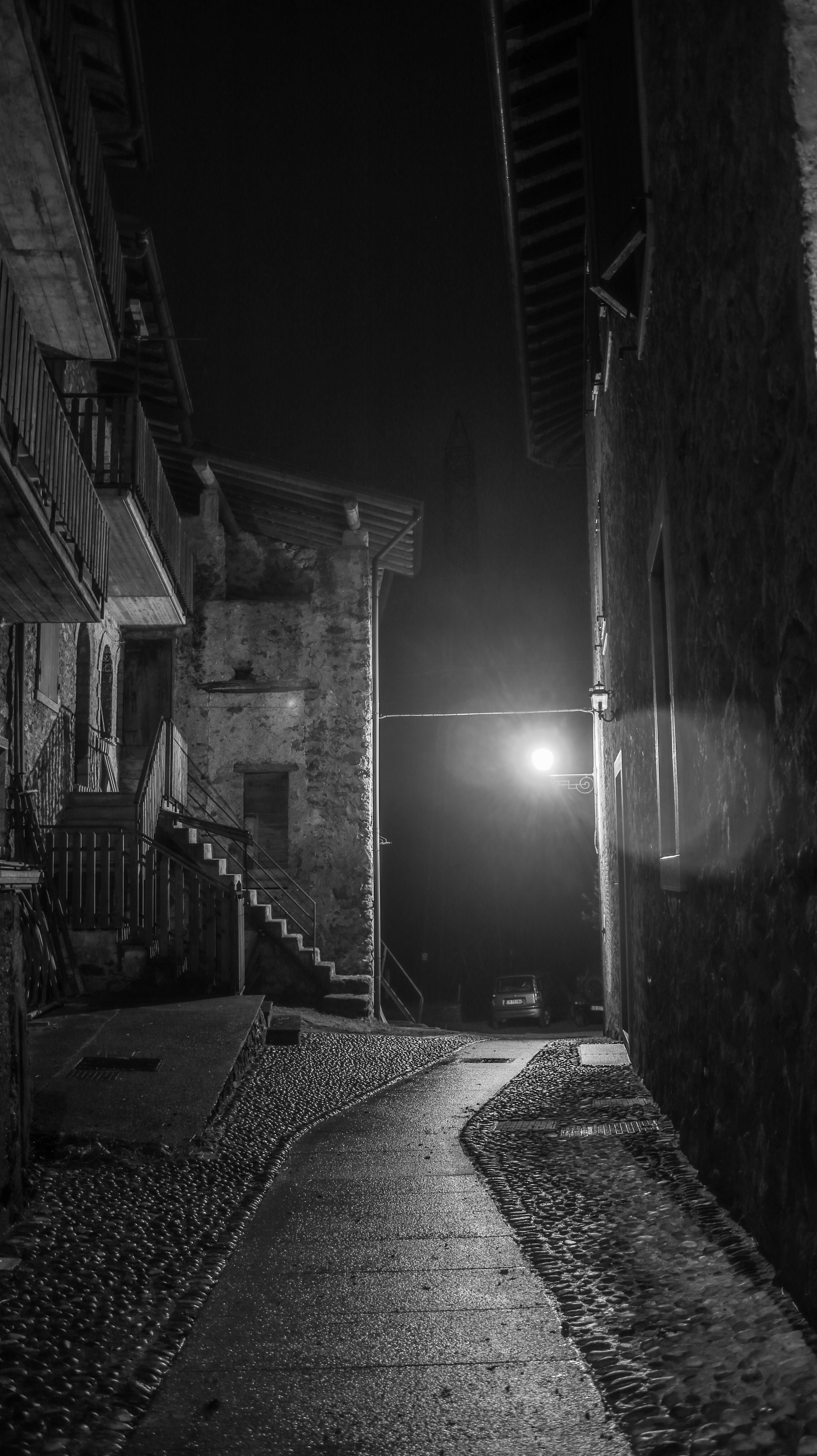
Piazzacava, una località di San Pellegrino Terme

La Vetta è una frazione situata a circa 650 metri s.l.m., situata sui monti del versante destro della valle.
Nella prima metà del Novecento era una località residenziale per i frequentatori abituali della stazione climatica
In questa zona si trovano le "Grotte del Sogno", ampie cavità sotterranee dalla conformazione interessante, rimaste chiuse al pubblico per lungo tempo ma di nuovo visitabili a partire dal 30 luglio 2011.
Situate poco più a valle rispetto alla Vetta vi sono le piccole frazioni Aplecchio, Falecchio e Frasnito (tutte e tre a circa 530 m di altitudine). Poco sotto Aplecchio c'è la località Paradiso, dove un progetto approvato prevede la costruzione di una zona residenziale. A monte della Vetta si trova la frazione Sussia (a 908 m s.l.m.), ormai quasi disabitata.
Sempre sul versante destro, a nord del torrente Borlezza, vi sono altri piccoli nuclei: la frazione Alino (690 m s.l.m.) e le cinque località Cà Boffelli e Vettarola (entrambe a 980 m s.l.m.), Pradello (a 600 m s.l.m.), Piazzacava e La Torre (entrambe a circa 450 m di altitudine).
Sul versante sinistro si trovano la località Cà de Rizzi (420 m s.l.m.) e le frazioni Frasnadello e Antea (entrambe ad un'altitudine di circa 500 m); più in alto sono situate anche Santa Croce (la frazione più grande, di oltre 400 abitanti, che fu comune autonomo denominato Piazzo Alto) a circa 750 metri s.l.m. e le frazioni Spettino (a circa 860 m di altitudine) e Salvarizza (a nord di Santa Croce).
L'abitato del fondovalle, che costituisce San Pellegrino Terme, si può dividere in più rioni: a sud ci sono Ruspino (sponda destra del Brembo) e Pregalleno (sponda sinistra); procedendo verso l'alta valle si incontrano poi, sulla riva destra, la zona di Caravaggio, quella della chiesa parrocchiale e il centro storico. Dietro al centro si trova la zona del casinò e delle terme, e a nord di queste il rione di Pernazzaro. Sull'altra sponda del fiume si trovano Piazzo Basso (di fronte al centro storico), e il Belvedere (di fronte a Pernazzaro).
Fra Piazzo e il Belvedere si trova il Grand-Hotel, i cui esterni sono stati ristrutturati.

## Economia

### Turismo
Per quanto riguarda l'ambiente circostante, da segnalare la ciclovia Valle Brembana, quasi completamente pianeggiante, che porta fino a Piazza Brembana, seguendo il tracciato della ex Ferrovia della Valle Brembana, per una lunghezza di circa 15 km (solo andata).

## Amministrazione

### Gemellaggi
- Burgdorf, dal 1989
- Larino, dal 1989
- La Salle-les-Alpes, dal 1989

## Infrastrutture e trasporti

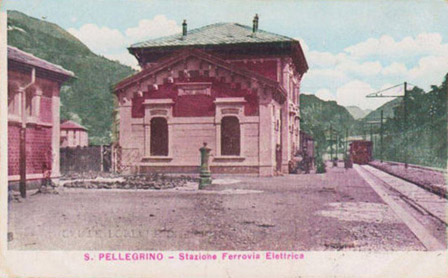
La fermata di San Pellegrino

Collegata unicamente mediante il sistema stradale, il cui asse principale è costituito dalla strada statale 470 della Valle Brembana, San Pellegrino Terme disponeva, fra il 1906 e il 1966, della fermata di San Pellegrino e della stazione di San Pellegrino-Terme, lungo la cessata ferrovia della Valle Brembana. Attualmente sul tracciato dell'ex ferrovia si snoda la Ciclovia Valle Brembana, che, ad eccezione di un breve tratto di interruzione nel comune di Zogno, collega in modo continuo la Ciclovia del Parco dei Colli di Bergamo (e quindi la città di Bergamo) col comune di Piazza Brembana.
A servizio della frazione Vetta, nel 1909 venne inaugurata una funicolare, chiusa nel 1989 e riaperta il 15 Luglio 2022 (solo nei periodi estivi) 

## Sport

### Calcio
Il comune di San Pellegrino Terme nel 1962 ospitò, dal 24 aprile al 9 maggio, il ritiro della nazionale di calcio dell'Italia in preparazione al campionato del mondo 1962.

### Ciclismo
Giro d'Italia
San Pellegrino Terme è stata sede della cosiddetta "Grande Partenza" del Giro d'Italia nell'edizione del 1970, con il via ufficiale della corsa dato il 18 maggio da piazza Kursaal Municipale alla volta di Biandronno, dove si concluse la prima tappa con la vittoria di Franco Bitossi. In totale, la città è stata sede di tappa della "Corsa Rosa" in diciotto occasioni (nove partenze e nove arrivi).
Si sono concluse in città le seguenti tappe:
| Anno | Tappa | Partenza        | km  | Vincitore di tappa | Maglia rosa                       |
| ---- | ----- | --------------- | --- | ------------------ | --------------------------------- |
| 1936 | 18ª   | Gardone Riviera | 206 | Gino Bartali       | Gino Bartali                      |
| 1937 | 18ª   | Gardone Riviera | 129 | Glauco Servadei    | Gino Bartali                      |
| 1953 | 15ª   | Torino          | 232 | Nino Assirelli     | Hugo Koblet                       |
| 1955 | 20ª   | Trento          | 216 | Fausto Coppi       | Fiorenzo Magni                    |
| 1956 | 22ª   | Trento          | 191 | Giorgio Albani     | Charly Gaul                       |
| 1959 | 16ª   | Bolzano         | 245 | Alessandro Fantini | Jacques Anquetil                  |
| 1964 | 3ª    | Brescia         | 193 | Franco Bitossi     | Enzo Moser                        |
| 1977 | 19ª   | Pinzolo         | 205 | Renato Laghi       | Michel Pollentier                 |
| 2011 | 18ª   | Morbegno        | 151 | Eros Capecchi      | Alberto Contador Michele Scarponi |

Sono invece partite dalla città le seguenti tappe:
| Anno | Tappa  | Arrivo         | km  | Vincitore di tappa | Maglia rosa       |
| ---- | ------ | -------------- | --- | ------------------ | ----------------- |
| 1936 | 19ª    | Milano         | 248 | Raffaele Di Paco   | Gino Bartali      |
| 1937 | 19ª-1ª | Como           | 151 | Marco Cimatti      | Gino Bartali      |
| 1953 | 16ª    | Riva del Garda | 279 | Fiorenzo Magni     | Hugo Koblet       |
| 1955 | 21ª    | Milano         | 141 | Hugo Koblet        | Fiorenzo Magni    |
| 1956 | 23ª    | Milano         | 113 | Donato Piazza      | Charly Gaul       |
| 1959 | 17ª    | Genova         | 241 | Arrigo Padovan     | Jacques Anquetil  |
| 1964 | 4ª     | Parma          | 189 | Vito Taccone       | Enzo Moser        |
| 1970 | 1ª     | Biandronno     | 115 | Franco Bitossi     | Franco Bitossi    |
| 1977 | 20ª    | Varese         | 138 | Wilmo Francioni    | Michel Pollentier |